# Serapione di Thmuis
Serapione, secondo Girolamo soprannominato Lo Scolastico (300 circa – Tmui, 370 circa), fu vescovo di Thmuis (oggi Tell el-Timai) in Egitto e scrittore cristiano in lingua greca.
La Chiesa ortodossa lo ricorda il 21 marzo. mentre la Chiesa ortodossa copta il 7 marzo.

## Biografia
Nato verso l'anno 300, si ritirò in giovinezza nel deserto, e divenne discepolo di Antonio abate, il quale gli lasciò in eredità uno dei suoi due mantelli in pelle di pecora. Prese in seguito il comando di una comunità monastica, poi diventò vescovo di Thmuis prima del 339. Sembra avesse preso parte al Concilio di Sardica (oggi Sofia), nel 343. Fece parte dell'ambasciata inviata dal patriarca Atanasio di Alessandria all'imperatore Costanzo II per difendersi dalle accuse degli ariani; fu destinata all'insuccesso, e verso il 359 Costanzo II fece sostituire Serapione dall'ariano Tolomeo alla testa della diocesi di Thmuis. Era ancora in vita verso il 370, secondo quanto attestato da tre frammenti di lettere a lui indirizzate da parte di Apollinare di Laodicea.
Conserviamo anche cinque lettere di Atanasio di Alessandria che hanno come destinatario Serapione di Thmuis: una del 358, che annuncia la morte di Ario; le altre quattro, del 359, sono esposizioni dogmatiche sulla questione della divinità dello Spirito Santo.

## Opere
Serapione fu l'oggetto del breve paragrafo 99 dell'opera De viris illustribus di San Girolamo, che gli attribuisce un rimarchevole trattato contro i manichei, un altro trattato sui Salmi, e delle lettere utili indirizzate a diverse persone (almeno 55).
Ai nostri giorni ci restano il trattato Contro i manichei; e due lettere intere: una, breve, indirizzata ad un collega vescovo di nome Eudosso, che voleva dimettersi per problemi di salute; l'altra indirizzata ai discepoli di Sant'Antonio abate, conservata soltanto nelle traduzioni siriaca e armena). Inoltre diversi frammenti, soprattutto di lettere, in greco o in traduzione siriaca. Una Lettera ai monaci che celebra la vita monastica, considerata tradizionalmente come autentica, è risolutamente scartata da K. Fitschen. Nelle catene esegetiche sulla Genesi, tredici frammenti sono attribuiti dai manoscritti a Serapione; ma K. Fitschen non ne ammette che tre, mentre gli altri sarebbero di Severiano di Gabala. 

### Il trattatoContro i manichei
Il trattato Contro i manichei di Serapione di Thmuis è stato per molto tempo confuso con quello di Tito di Bostra. A causa di un incidente di trasmissione, cioè di un manoscritto disfatto e ricomposto, i loro testi sono stati perfino mescolati. Il più corto trattato di Serapione è stato ricostituito nel 1894 da A. Brinkmann. Risale all'incirca al 330, ed è la più antica confutazione cristiana del manicheismo che conserviamo, insieme al Dialogo di Egemonio.

### IlSacramentario

#### Autore, luogo ed epoca della composizione
Un sacramentario (Euchologion) a nome di Serapione di Thmuis fu pubblicato per la prima volta da A. Dimitrijevskij nel 1894 reperito, tra una raccolta di documenti egiziani, in diciotto pagine di un manoscritto dell'XI secolo, custodito nel Monastero della Grande Lavra del Monte Athos. Ma non attrasse l'attenzione degli studiosi finché non venne indipendentemente riscoperto e ripubblicato da G. Wobbermin nel 1899. Si tratta di un libro per il celebrante, che consiste in una raccolta di trenta preghiere liturgiche sulla messa (19-30, 1-6); il battesimo (7-11, 15, 16); l'ordine (12-14); la benedizione di olio, pane ed acqua (17); e la sepoltura (18). Sono omesse le formule fisse strutturali dei riti, le parti degli altri ministri, e quasi ogni rubricazione, salvo ciò che è implicito nei titoli delle preghiere. Va rilevato che questa opera costituisce il primo documento che testimonia l'impiego del Sanctus.   
Il nome di Serapione è anteposto all'anafora della messa (I), e al gruppo (15-18). Ma che ciò attesti il nome dell'autore viene messo in dubbio. Se l'intera raccolta è collegata da un certo tipo di vocabolario, stile e pensiero, la parte (15-18) possiede caratteristiche proprie non condivise dall'anafora, mentre nessuna parte della raccolta mostra speciali affinità con le correnti opere di Serapione. Bernard Botte, in un articolo pubblicato nel 1964, contesta fortemente l'attribuzione a Serapione, a causa dell'uso di un vocabolario teologico ritenuto inverosimile per una persona vicina ad Atanasio di Alessandria. Semmai la presenza del suo nome può più probabilmente indicare la data e la provenienza: la teologia, ortodossa ma conservatrice, e con uno sguardo verso l'arianesimo, non dà segni di un inizio della questione macedone; le dossologie, di un tipo abbandonato dagli ortodossi, e da circa 370 trattati di Didimo il Cieco, come eretiche; l'evidente presupposto che la popolazione sia per la maggior parte pagana (1, 20); l'esclusiva attribuzione della messa alla domenica (19; cp. Ath. ap. c. Ar. II), mentre l'osservanza liturgica del sabato prevaleva in Egitto verso l'anno 380; i termini in cui si parla del monachesimo; tutto ciò indica all'incirca il periodo intorno all'anno 350. La presenza di interpreti ufficiali (25) indica una Chiesa bilingue, come in Siria o in Egitto; e certe frasi teologiche (agènnetos, epidemìa, mòne katholikè ekklesìa) caratteristiche del vecchio credo egiziano, e le caratteristiche liturgiche, indicano l'Egitto; mentre la petizione per la pioggia (23), senza riferimento all'innalzamento del livello delle acque del Nilo, indicano il Delta del Nilo e non l'Alto Egitto. Il libro è quindi importante in quanto si tratta della prima raccolta liturgica di così larga scala; e ancora di più in quanto proveniente dall'Egitto, dove la documentazione relativa al rituale del IV secolo è scarsa in confronto alla Siria.

#### Struttura della composizione
I riti formano un legame tra quelli dell'Ordine della Chiesa egiziana, un'evoluzione del III o del primo IV secolo dei Canoni di Ippolito che sono forse egiziani dell'anno 260 circa, e riti egiziani più tardi, che segnano il livello di evoluzione raggiunto in Egitto verso l'anno 350 circa, oltre a mostrare alcune caratteristiche proprie.
1. La messa ha note egiziane: una preghiera prime delle lezioni, altrove sconosciuta in Oriente; un corpo eccezionalmente pesante di intercessioni dopo la dimissione dei catecumeni, seguito da un atto di penitenza, probabilmente identico alla exomològesis del Ca. Hippol. 2, che scomparve dai riti più tardi; una sistemazione del Sanctus presente in parecchie anafore egiziane; la stretta connessione delle commemorazioni degli offerenti e dei morti; e la forma della conclusione dell'anafora. La struttura della comunione, con una preghiera prima e preghiere di ringraziamento e di benedizione dopo, mostrano che l'Egitto aveva già raggiunto il tipo comune, altrove rilevato per la prima volta in Siria nel 375 circa (Ap. Const. viii 13). Tra le caratteristiche specifiche di Serapione è la semplicità del sanctus, e dell'Istituzione, che mancano delle drammatiche aggiunte già ritrovate in Ap. Coust.; l'interpolazione di un passaggio contenente una citazione dalla Didaché 9 fra le istituzioni del pane e del calice; la forma dell'anàmnesis e l'invocazione della Parola, non dello Spirito Santo, per effettuare la consacrazione. La mancanza di una citazione del Padre Nostro prima della comunione si può capire in quanto è una formula fissa che appartiene alla struttura del rito.
2. L'ordine del Battesimo ha la forma di una consacrazione dell'acqua, e una preghiera preliminare per i candidati, che forse allude al loro esorcismo; una preghiera per l'accelerazione segue la rinuncia e la confessione di fede; la forma dell'unzione con l'olio; appropriate preghiere che precedono e seguono l'atto del battesimo; e la preghiera della confermazione, con l'imposizione della mano, il crisma e il segno della Croce. Tutto ciò corrisponde e completa il profilo dell'Ordine della Chiesa e le allusioni negli scrittori del IV secolo, ed è in linea con i più tardi riti egiziani.
3. Forme di ordinazione vengono fornite soltanto per diaconi, presbiteri e vescovi, gli ordini d'istituzione divina (12). Esse sono concise, ma di tipo normale. Quella per i diaconi (12) commemorano Santo Stefano, invocano lo Spirito Santo, e pregano per i doni che qualificano per il diaconato. Quella per i presbiteri (13) richiamano i mosaici LXX, invocano lo Spirito Santo, e chiedono i doni che qualificano per l'amministrazione, l'insegnamento, e il ministero della riconciliazione. Quella per i vescovi (14) fa appello alla missione del Nostro Signore, l'elezione degli apostoli, e la successione apostolica, e chiede che lo Spirito Divino sia conferito sui profeti e i patriarchi, in modo che il soggetto possa nutrire il gregge senza colpe, e senza ingiurie continuare il suo ufficio. Gli ordini minori, interpreti, lettori e suddiaconi (25) sono evidentemente, come dappertutto nella metà del IV secolo, nominati senza un'ordinazione sacramentale.
4. L'uso di olio, acqua e pane esorcizzati o benedetti è spiegato a fondo dalle vite dei Padri del deserto (cp. l'uso gnostico, clem Al. excerpta 82). Serapione ha una forma di benedizione di olio ed acqua (5) offerta nella messa (come Can. Hippol. e Ch Ord. per l'olio), probabilmente per l'uso di offerenti individuali. Una forma più lunga per tutti e tre (17) forse ha in vista i bisogni generali della Chiesa per la visita dei malati. La presenza in tutte e due le preghiere del Nome e della commemorazione della Passione, della Resurrezione, ecc., corrisponde alle prime allusioni, in Origene e altrove, alle forme usauali di esorcismo.
5. Per la sepoltura dei morti Serapione fornisce una preghiera per i dipartiti e i sopravvissuti (18). Ma si allude alla processione funebre (ekkomizomènou), e nella messa (I) viene fornita la particolare commemorazione delle persone dipartite. Dunque abbiamo gli elementi del funerale del IV secolo, come lo conosciamo in Egitto e altrove: un ufficio preliminare delle letture e dei salmi del quale fa parte la preghiera; la processione, con la salmodia, al cimitero; la sepoltura; e la messa pro dormitione.

## Note

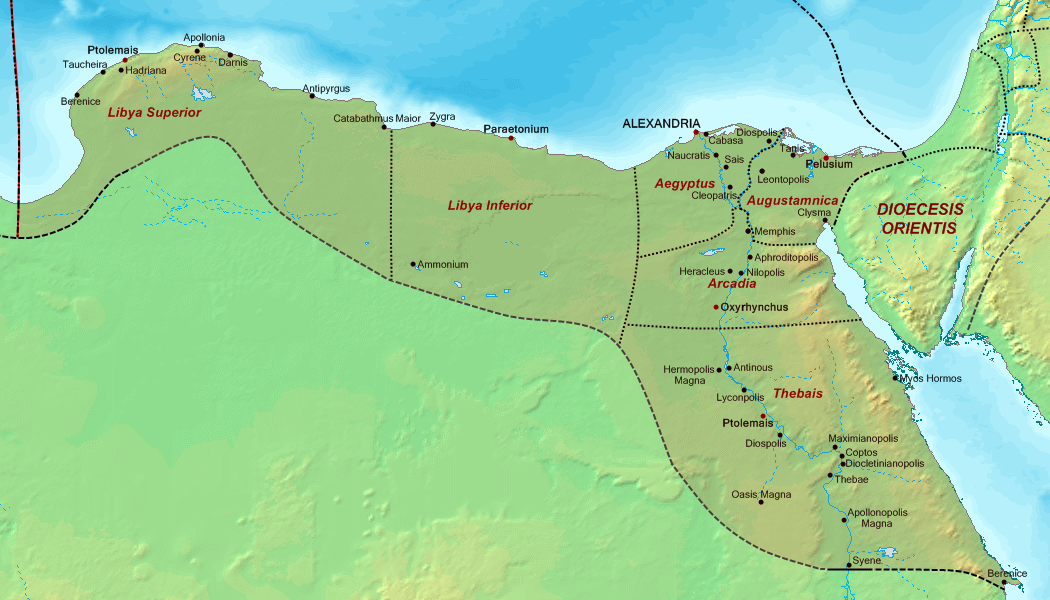
Le diocesi dell'Egitto nell'anno 400d.C.

### Edizioni delle opere
- Athanase d'Alexandrie, Lettres à Sérapion (introduction et traduction française de Joseph Lebon des quatre lettres sur la divinité du Saint-Esprit), coll. Sources chrétiennes, Textes grecs nº 15, Paris, Éditions du Cerf, 1947 (Puis 2006)
- Robert Pierce Casey (éd.), Saint Serapion of Thmuis. Against the Manichees, Harvard Theological Studies 15, Harvard University Press, 1931
- Panteleimon E.E. Rodopoulos (éd.), The Sacramentary of Serapion of Thmuis, Thessalonique, 1967
- Bernard Outtier, André Louf, Michel van Parys, Claire-Agnès Zirnheld, Lucien Regnault (trad.), Lettres des Pères du désert Ammonas, Macaire, Arsène, Sérapion de Thmuis, Abbaye de Bellefontaine, Bégrolles-en-Mauges, 1985
- Patrologia Graeca, vol. 40, coll. 895-942

### Studi sullo scrittore
- Richard Klein, Serapion von Thmuis, In Biographisch-Bibliographisches Kirchenlexicon (BBKL, Band 9, Bautz, Herzberg 1995, ISBN 3-88309-058-1, Sp. 1404-1405
- Maxwell E. Johnson, The Prayers of Serapion of Thmuis: A Literary, Liturgical and Theological Analysis, Rome, Pontificio Istituto Orientale, 1995
- Klaus Fitschen, Serapion von Thmuis. Echte und unechte Schriften sowie die Zeugnisse des Athanasius und anderer, coll. Patristischen Texte und Studien 37, Walter de Gruyter, 1992
- Bernard Botte, "L'euchologe de Sérapion est-il authentique?", Oriens Christianus, vol. 48, 1964, p. 50-56
- Chisholm, Hugh, ed. (1911), Encyclopædia Britannica (11th ed.), Cambridge University Press, S.V. Serapion
- Dmitrijevskij, in Trudy (Journal of the Eccl. Acad. of Kiev, 1894), No. 2; separately (Kiev, 1894); reviewed by A. Falov, Xpiv-ch. Bvravriva, i. 207-213; cp. Byzant. Zeitschr. iv. I (1895), p. 193
- G. Wobbermin, in Harnack-Gebhardt, Texte u. Untersuch., new series, ii. 3 b (1899)
- P. Drews, "Über Wobbermins Altchristliche liturgische Stücke aus d. Kirche Ägyptens", in Zeitschr. f. Kirchen-Geschichte, xx. 4 (Oct. 1899, Jan. 1900)
- F.E. Brightman, "The sacramentary of Serapion of Thmuis", in Journal of Theological Studies, i. and ii. (Oct. 1899, Jan. 1900)
- John Wordsworth, Bishop Sarapion's Prayer-Book (London, SPCK, 1899)
- P. Batiffol, in Bulletin de lit. eccls., p. 69 sqq. (Toulouse, 1899)
- August Brinkmann, "Die Streitschrift des Serapion von Thmuis gegen die Manichäer", Sitzungsberichte der Königlichen Preussischen Akademie der Wissenschaften, Philologisch-historische Klasse, 1894, p. 479-491
- Alexander Globe, "Serapion of Thmuis as Witness to the Gospel Text Used by Origen in Caesarea", Novum Testamentum, vol. 26, fasc. 2 (avril 1984), p. 97-127